# Red Bull X-Fighters
Il Red Bull X-Fighters è una delle massime competizioni di Freestyle Motocross (FMX), insieme agli X Games e si svolgono in arene e luoghi simili.

## Risultati competizione freestyle
Red Bull X-Fighters 2015 Tour
| Place     | Winner        | 2nd Position  | 3rd Position   |
| --------- | ------------- | ------------- | -------------- |
| Abu Dhabi | Clinton Moore | Rob Adelberg  | Josh Sheehan   |
| Pretoria  | Thomas Pages  | Clinton Moore | Taka Higashino |
| Madrid    | Thomas Pages  | Levi Sherwood | Clinton Moore  |
| Atene     | Clinton Moore | Thomas Pages  | Rob Adelberg   |
| Mexico    | Clinton Moore | Levi Sherwood | Thomas Pages   |

Red Bull X-Fighters 2014 Tour
| Place    | Winner        | 2nd Position   | 3rd Position  |
| -------- | ------------- | -------------- | ------------- |
| Pretoria | Josh Sheehan  | Dany Torres    | Adam Jones    |
| Munich   | Josh Sheehan  | Taka Higashino | Levi Sherwood |
| Madrid   | Thomas Pages  | Josh Sheehan   | Levi Sherwood |
| Osaka    | Levi Sherwood | Remi Bizouard  | Dany Torres   |
| Mexico   | Levi Sherwood | Josh Sheehan   | Dany Torres   |

Red Bull X-Fighters 2013 Tour
| Place      | Winner         | 2nd Position   | 3rd Position    |
| ---------- | -------------- | -------------- | --------------- |
| Pretoria   | Cancelled      | Cancelled      | Cancelled       |
| Madrid     | Thomas Pages   | Taka Higashino | Javier Villegas |
| Osaka      | Taka Higashino | Thomas Pages   | Adam Jones      |
| Glen Helen | Rob Adelberg   | Thomas Pages   | Taka Higashino  |
| Dubai      | Dany Torres    | Levi Sherwood  | Thomas Pages    |
| Mexico     | Thomas Pages   | Dany Torres    | Levi Sherwood   |

Red Bull X-Fighters 2012 Tour
| Place      | Winner        | 2nd Position | 3rd Position    |
| ---------- | ------------- | ------------ | --------------- |
| Sydney     | Levi Sherwood | Thomas Pages | Josh Sheehan    |
| Munich     | Thomas Pages  | Dany Torres  | Eigo Sato       |
| Madrid     | Levi Sherwood | Dany Torres  | Maikel Melero   |
| Istanbul   | Cancelled     | Cancelled    | Cancelled       |
| Glen Helen | Todd Potter   | Thomas Pages | Wes Agee        |
| Dubai      | Levi Sherwood | Rob Adelberg | Javier Villegas |

Red Bull X-Fighters 2011 Tour
| Place    | Winner       | 2nd Position    | 3rd Position |
| -------- | ------------ | --------------- | ------------ |
| Sydney   | Josh Sheehan | Levi Sherwood   | Dany Torres  |
| Poznan   | Nate Adams   | Dany Torres     | Eigo Sato    |
| Madrid   | Dany Torres  | Blake Williams  | Josh Sheehan |
| Rome     | Nate Adams   | Andre Villa     | Josh Sheehan |
| Brasilia | Nate Adams   | Robbie Maddison | Andre Villa  |
| Dubai    | Dany Torres  | Andre Villa     | Nate Adams   |

Red Bull X-Fighters 2010 Tour
| Place  | Winner          | 2nd Position | 3rd Position    |
| ------ | --------------- | ------------ | --------------- |
| Rome   | Dany Torres     | Adam Jones   | Nate Adams      |
| London | Levi Sherwood   | Nate Adams   | Dany Torres     |
| Madrid | Robbie Maddison | Mat Rebeaud  | Andre Villa     |
| Moscow | Levi Sherwood   | Nate Adams   | Andre Villa     |
| Giza   | Adam Jones      | Andre Villa  | Nate Adams      |
| Mexico | Andre Villa     | Nate Adams   | Robbie Maddison |

Red Bull X-Fighters 2009 Tour
| Luogo       | Vincitore       | 2º Posto      | 3º Posto         |
| ----------- | --------------- | ------------- | ---------------- |
| Inghilterra | Nate Adams      | Levi Sherwood | Dani Torres      |
| Spagna      | Dani Torres     | Nate Adams    | Robbie Maddison  |
| USA         | Nate Adams      | Mat Rebeaud   | Cameron Sinclair |
| Canada      | Robbie Madisson | Eigo Sato     | Mat Rebeaud      |
| Messico     | Levi Sherwood   | Eigo Sato     | Mat Rebeaud      |

Red Bull X-Fighters 2008 Tour
| Luogo    | Vincitore       | 2º Posto        | 3º Posto        |
| -------- | --------------- | --------------- | --------------- |
| Polonia  | Dani Torres     | Robbie Maddison | Mat Rebeaud     |
| Germania | Mat Rebeaud     | Jeremy Lusk     | Dani Torres     |
| Spagna   | Mat Rebeaud     | André Villa     | Robbie Maddison |
| USA      | Mat Rebeaud     | Jeremy Stenberg | Jeremy Lusk     |
| Brasile  | Jeremy Stenberg | Mat Rebeaud     | Robbie Maddison |
| Messico  | Mat Rebeaud     | Dani Torres     | Jeremy Lusk     |

Red Bull X-Fighters 2007 Tour
| Luogo   | Vincitore       | 2º Posto    | 3º Posto        |
| ------- | --------------- | ----------- | --------------- |
| Spagna  | Travis Pastrana | Mat Rebeaud | Nate Adams      |
| Irlanda | Travis Pastrana | Mat Rebeaud | Dani Torres     |
| Messico | Dani Torres     | Nate Adams  | Robbie Madisson |

Red Bull X-Fighters 2006
| Luogo   | Vincitore       | 2º Posto      | 3º Posto        |
| ------- | --------------- | ------------- | --------------- |
| Spagna  | Travis Pastrana | Nate Adams    | Mat Rebeaud     |
| Messico | Mat Rebeaud     | Ronnie Renner | Travis Pastrana |

Red Bull X-Fighters 2005
| Luogo   | Vincitore     | 2º Posto        | 3º Posto      |
| ------- | ------------- | --------------- | ------------- |
| Spagna  | Nate Adams    | Jeremy Stenberg | Mat Rebeaud   |
| Messico | Ronnie Renner | Jeremy Stenberg | Kenny Bartram |

Red Bull X-Fighters 2004
| Luogo          | Vincitore       | 2º Posto   | 3º Posto      |
| -------------- | --------------- | ---------- | ------------- |
| Madrid, Spagna | Travis Pastrana | Nate Adams | Ronnie Renner |

Red Bull X-Fighters 2003
| Place            | Winner        | 2º Position | 3º Position    |
| ---------------- | ------------- | ----------- | -------------- |
| Madrid, Spagna   | Kenny Bartram | Nate Adams  | Dayne Kinnaird |
| Valencia, Spagna | Kenny Bartram | Nate Adams  | Nick Franklin  |

Red Bull X-Fighters 2002
| Luogo          | Vincitore         | 2º Posto   | 3º Posto     |
| -------------- | ----------------- | ---------- | ------------ |
| Madrid, Spagna | Edgar Torronteras | Mike Jones | Mike Metzger |

Red Bull X-Fighters 2001
| Luogo            | Vincitore  | 2º Posto          | 3º Posto     |
| ---------------- | ---------- | ----------------- | ------------ |
| Valencia, Spagna | Mike Jones | Edgar Torronteras | Xavier Fabre |

## Risultati miglior trick
L'evento si è tenuto negli anni 2008 e 2009 a Madrid, il giorno dopo la competizione di freestyle.
Red Bull X-Fighters Madrid 2009 Miglior Trick
| Vincitore       | 2º Posto         | 3º Posto     |
| --------------- | ---------------- | ------------ |
| Robbie Maddison | Cameron Sinclair | Thomas Pagès |

Red Bull X-Fighters Madrid 2008 Miglior Trick
| Vincitore   | 2º Posto    | 3º Posto        |
| ----------- | ----------- | --------------- |
| Dani Torres | Mat Rebeaud | Robbie Maddison |

Record
- Più Vittorie:  Mat Rebeaud,  Nate Adams e  Dani Torres (5 vittorie)
- Più podi:  Nate Adams (17 Podi)

## Competizione Wild Card
La prima Competizione Wild Card si è tenuta a Madrid nel 2010, il giorno dopo le finali.
| Vincitore      | 2º Posto      | 3º Posto      |
| -------------- | ------------- | ------------- |
| Jackson Strong | Maikel Melero | Clinton Moore |